# Roosten (Eindhoven)
De Roosten is een buurt in het stadsdeel Stratum in de Nederlandse stad Eindhoven. Op 1 januari 2023 telde de buurt 745 inwoners, verdeeld over 255 woningen, met een gemiddelde WOZ-waarde van € 851.000, op een oppervlakte van 0,9 km². 
De buurt ligt in het zuiden van Eindhoven, in de wijk Kortonjo die bestaat uit de volgende buurten:
- Kerstroosplein
- Gerardusplein
- Genneperzijde (Poelhekkelaan)
- Roosten
- Eikenburg
- Sportpark Aalsterweg